# Layshia Clarendon
Layshia Renee Clarendon (San Bernardino, California; 2 de mayo de 1991) es una persona no binaria baloncestista estadounidense, que juega en el equipo femenino de las Minnesota Lynx de la Asociación Nacional de Baloncesto Femenino (WNBA).  Con 1,75m de estatura, juega en la posición de escolta.